# Tereza Rossi
Tereza Rossi; z d. Matuszková (ur. 3 grudnia 1982 w Ostrawie) – czeska siatkarka, reprezentantka kraju, grająca na pozycji atakującej.

## Sukcesy klubowe
Mistrzostwo Francji:
- 2004

Puchar Polski:
- 2007

Mistrzostwo Polski:
- 2007

Superpuchar Włoch:
- 2015

Liga Mistrzyń:
- 2016

## Nagrody, wyróżnienia
- 2006 – Zwyciężczyni plebiscytu na najlepszą siatkarkę Czeskiej Federacji Siatkówki